# HD 222582 b
HD 222582 b (بالإنجليزية: HD 222582 b)‏ الذي يرمز له بالرمز HD 222582b، هو كوكب خارج المجموعة الشمسية، في كوكبة الدلو (كوكبة)، يتبع .

## الاكتشاف
اكتشف في 1 نوفمبر 1999، وكانت طريقة الاكتشاف سرعة شعاعية.